# Coquimatlán
Coquimatlán là một đô thị thuộc bang Colima, México. Năm 2005, dân số của đô thị này là 17363 người.